# Павленко Марина Степанівна
Марина Павле́нко (30 березня 1973, село Старичі, Яворівський район, Львівська область) — українська письменниця, художниця, науковиця, педагогиня. Найвідоміші твори: «Як дожити до ста», «Півтора бажання», «Домовичок із палітрою», «Русалонька із 7-В, або Прокляття роду Кулаківських», "Миколчині історії", "Моя класнюча дівчинка","Щоденник закоханої ідіотки", "Василина і трипільський слід".

## Життєпис
Народилася 30 березня 1973 року у селі Старичі Яворівського району Львівської області в родині вчителів. Незабаром родина переїхала на Черкащину. Саме завдяки батькам (вчителям української мови та літератури) Марина і почала писати перші твори. З відзнакою закінчила Уманський державний педінститут (нині університет) імені П. Г. Тичини. По закінченню вузу працює вчителькою початкових класів Уманської міської гімназії, а з 2000 року Марина Степанівна — викладач кафедри української літератури й українознавства рідного університету. Вона — кандидат педагогічних наук, доцент, автор багатьох наукових публікацій, методичних рекомендацій «У країні Лісових Дзвіночків», монографії про П. Тичину. Член національної спілки письменників України. Автор збірок поезій: «Бузкові зошити» (1997), «Час-папороть», «Душа осики», романів для підлітків «Русалонька із 7-В…», книги казок «Півтора бажання (Казки старої Ялосоветиної скрині)», повістей-казок «Домовичок з палітрою», «Домовичок повертається», повістей «Миколчині історії», «Чи шкідливо ходити покрівлями гаражів?», "Моя класнюча дівчинка","Щоденник закоханої ідіотки", "Василина і трипільський слід". Як художниця, Марина Павленко проілюструвала чимало збірок (у тому числі й власні). Як художник-ілюстратор Марина Павленко стала відома завдяки оформленню видань своїх поетичних творів: «Чар-папороть» (2002 р.), «Душа осики» (2006 р.). За монографію «Тичининська формула українського патріотизму» Марина Степанівна Павленко відзначена літературної премії «Благовіст».

### Захоплення
- Малювання:
  - Створила ряд книжок-розмальовок
  - Ілюструвала власні книжки «Чар-папороть» і «Півтора бажання»

## Творчість

### Поезія
- «Бузкові зошити» (Київ: «Гранослов», 1997),
- «Чар-папороть» (Львів: «Каменяр», 2002);
- "Душа осики" (Черкаси, 2006)

### Проза
- збірка оповідань «Як дожити до ста» (Київ: «Гранослов», 2004),
- повість-казка «Домовичок із палітрою» (Київ: «Смолоскип», 2001),
- цикл казок «Півтора бажання (Казки з Ялосоветиної скрині)» (Київ: «Смолоскип», 2004),
- Марина Павленко про Павла Тичину, Надію Суровцову, Василя Симоненка, Василя Стуса, Ірину Жиленко / М. Павленко. — Київ : Грані-Т, 2009. — 120 с.: іл. — (Серія «Життя видатних дітей»). — ISBN 978-966-465-250-3
- Домовичок повертається. К.: Грані-Т, 2007 і 2011. 174с.
- Миколчині історії. — К.: Грані-Т, 2008, Тернопіль: Навчальна книга - Богдан, 2015, 2016, 2022, 2025.
- Райдуга в решеті: Про дитинство П.Тичини, Н.Суровцової, В.Симоненка, В.Стуса, І.Жиленко. Тернопіль: Навчальна книга — Богдан, 2014, 2019. 368 с.
- Домовичок і купа проблем. - Харків: Ранок, 2019.
- Моя класнюча дівчинка. Повість для підлітків. Вінниця, Вишенька, 2023. 256 с.
- Василина і трипільський слід. Повість для молодшого шкільного віку. Київ, Портал, 2023. 72 с.

- «Русалонька із 7-В або прокляття роду Кулаківських» (Вінниця: «Теза», 2005, 2011)[1]; (Вінниця: "Вишенька", 2023, 2024)

- «Русалонька із 7-В та загублений у часі» (Вінниця: «Теза», 2007)[2]; (Вінниця: "Вишенька", 2024)
- «Русалонька із 7-В проти Русалоньки з Білокрилівського лісу» (Вінниця: «Теза», 2008, 2011)[3]; (Вінниця: "Вишенька", 2024)
- Щоденник закоханої ідіотки: роман. Харків: ВД «Школа», 2024, 352 с.
- «Русалонька із 7-В в тенетах лабіринту» (Вінниця: «Теза», 2011); (Вінниця: "Вишенька", 2024)
- «Русалонька із 7-В плюс дуже морська історія» (Вінниця: «Теза», 2013). (Вінниця: "Вишенька", 2025)

### Наукові студії
- «Тичининська формула українського патріотизму» (Умань: «Алмі», 2002),
- «У країні лісових дзвіночків». Нові підходи до використання творчості П. Тичини в навчально-виховному процесі початкової школи: Методичні рекомендації." (Умань: 2002),
- упорядник збірника спогадів про Павла Тичину «З любов'ю і болем» (К.: Міленіум, 2005)-

## Нагороди та відзнаки
Марина Павленко — переможець і лауреат літературних конкурсів:
- «Гранослов» (1996 р. — поезія, 2002 р. — проза);
- «Привітання життя» (Львів, 1996);
- Літературний конкурс видавництва «Смолоскип» (2000, 2001, 2002)[4]
- «Коронація слова» (Київ, 2004);
- Української бібліотеки у Філадельфії (США, 1998);
- конкурсу на найкращу поему, присвячену річниці незалежності України (США, 2000);
- Світової федерації українських жіночих організацій (СФУЖО) (2005);
- «Дитячий портал»(2005);
- Всеукраїнського конкурсу сучасної новели імені Валеріана Підмогильного (2006);
- Міжнародна недержавна українсько-німецька премія імені Олеся Гончара за збірку «Як дожити до ста»
- літературна премія «Благовіст» за монографію «Тичининська формула українського патріотизму»;
- Премія імені Миколи Рябого (2021) за оповідання «Драма в Умані».[5]